# Propstei Kaliningrad
Die Evangelisch-Lutherische Propstei Kaliningrad ist einer von zwölf Kirchenbezirken der Evangelisch-Lutherischen Kirche Europäisches Russland (ELKER) im Verbund der Evangelisch-Lutherischen Kirche in Russland, der Ukraine, in Kasachstan und Mittelasien (ELKRAS). Sie hat ihren Sitz in Kaliningrad (ehemals Königsberg (Preußen)).

## Geographische Lage
Die Propstei Kaliningrad liegt im früheren Nordostpreußen in der heutigen Oblast Kaliningrad im Föderationskreis Nordwestrussland der Russischen Föderation. Sie umfasst die gesamte Oblast-Fläche.

## Geschichte
Bis 1945 war das damalige Königsberg (Preußen) Sitz des Konsistoriums der ganz Ostpreußen umfassenden Kirchenprovinz Ostpreußen der Evangelischen Kirche der Altpreußischen Union. Mit Beginn der sowjetischen Administration und der Flucht und Vertreibung der hier lebenden einheimischen Bevölkerung kam das kirchliche Leben fast gänzlich zum Erliegen. 
Erst nach dem Zerfall der Sowjetunion 1990/91 versammelten sich einige der hier verbliebenen Deutschen sowie erste Russlanddeutsche zu regelmäßigen, wenn auch improvisierten Gottesdiensten, u. a. im Gebietskrankenhaus und auch im Kino „Pobeda“. Immer mehr Gemeindeglieder fanden sich ein, die als Flüchtlinge und Umsiedler aus Kasachstan, Kirgisien, Usbekistan, Moldawien, von der Wolga, aus dem Ural, aus Sibirien u. a. kamen. Sie hatten in ihrem Umfeld im Verborgenen und unter großem Risiko ein bescheidenes Gemeindeleben aufrechterhalten und fanden hier – anfangs noch unstrukturiert – als Gemeinden in Kaliningrad und in verschiedenen Städten und Dörfern in der Oblast zusammen.
Mit Unterstützung durch das Gustav-Adolf-Werk in Sachsen, durch die Nordelbische Kirche, die Evangelische Kirche in Deutschland (EKD), die Gemeinschaft Evangelischer Ostpreußen (GEO) sowie zahlreiche Kirchengemeinden und finanzielle Einzelförderer gelang ein strukturierter Gemeindeaufbau mit heute acht Pfarrstellen mit Amtsträgern aus Russland und Deutschland. Die Gottesdienste werden meist zweisprachig, zunehmend aber in russischer Sprache gehalten.

## Struktur
Zur evangelisch-lutherischen Kirche in der Oblast Kaliningrad gehören etwa 1.000 Gemeindeglieder in 38 Gemeinden. Sie werden von vier Pastoren sowie einem Propst betreut, deren Pfarrbezirke den drei Kirchenregionen entsprechen:
- Region Kaliningrad (Königsberg) (Auferstehungskirche in Kaliningrad)/Westteil
- Region Tschernjachowsk (Insterburg)/Mitte und Nordteil
- Region Gussew (Gumbinnen) (Salzburger Kirche in Gussew)/Ostteil

## Propst
Mit dem Propst-Amt verbindet sich – neben der pfarramtlichen Tätigkeit des Amtsinhabers – die geistliche Leitung der Gemeinden im Propsteigebiet. Amtssitz ist das Gemeindezentrum der Auferstehungskirche im Prospekt Mira 101 in Kaliningrad.

### Amtsträger
Bisherige Amtsinhaber waren: 
- Kurt Beyer, 1992–1996
- Peter Wittenburg, 1996–1998
- Erhard Wolfram, 1999–2002
- Heye Osterwald, 2002–2008
- Jochen Löber, 2008–2011
- Thomas Vieweg, 2012–2013
- Maria Goloschapowa, 2013–2015[1]
- Igor Ronge, 2015–2021[2]
- Sergei Golzwert, seit 2021[3]

## Propsteikirche

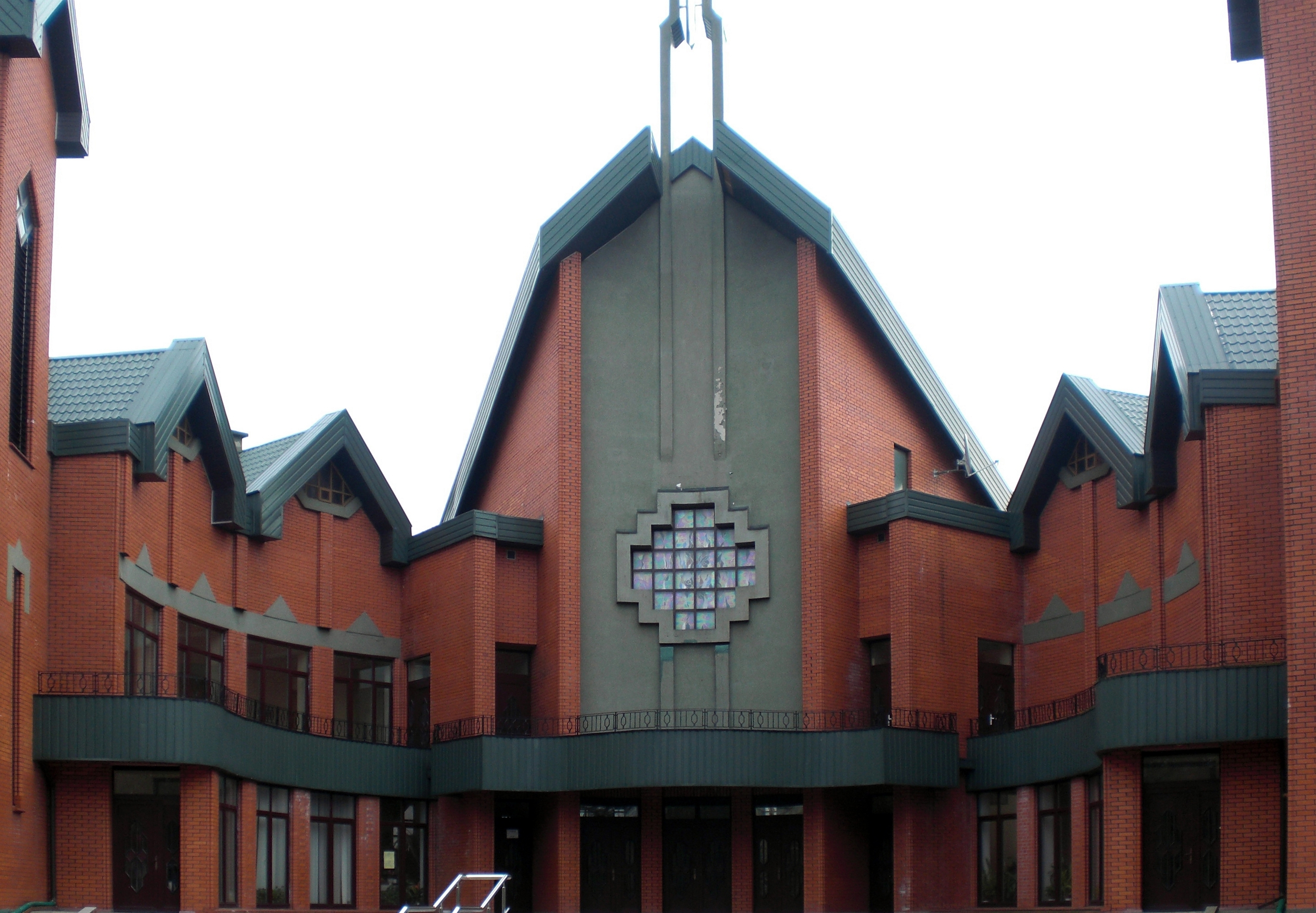
Die Propsteikirche: Evangelisch-lutherische Auferstehungskirche in Kaliningrad

Die Propsteikirche ist die zwischen 1996 und 1999 neu erbaute Auferstehungskirche in Kaliningrad, die mit ihren 450 Plätzen zugleich die Gemeindekirche für die Kaliningrader Kirchenglieder ist. Seitens der Stadt wurde ein Teil des früheren Luisenfriedhofs als Baugelände genehmigt. Den Bau hat weitestgehend die Evangelische Kirche der Union, die Nachfolgeorganisation der früheren Kirche der Altpreußischen Union finanziert, stark unterstützt vom Gustav-Adolf-Werk und zahlreichen Einzelspendern besonders aus Deutschland.

## Diakonische Einrichtungen
Die Propstei Kaliningrad ist Trägerin von zwei sozial-diakonischen Einrichtungen:
- Haus Salzburg: Diakoniezentrum in Gussew (Gumbinnen)
- Carl-Blum-Haus: Altenheim in Sadoroschje (bis 1938 Mallenuppen, 1938–1946 Gembern) bei Osjorsk (Darkehmen, 1938–1946 Angerapp)

## Kirchengemeinden
Einzelne Gemeinden bestehen in folgenden Städten und Dörfern (mit den früheren Bezeichnungen):
- Babuschkino (Groß Degesen)
- Bolschaja Poljana (Paterswalde)
- Bolschakowo (Groß Skaisgirren,
1938–1946 Kreuzingen)
- Domnowo (Domnau)
- Druschba (Allenburg)
- Dubrawa (Buylien, 1938–1946 Schulzenwalde)
- Gawrilowo (Gawaiten, 1938–1946 Herzogsrode)
- Golowkino (Nemonien, 1938–1946 Elchwerder)
- Gussew (Gumbinnen)
- Gwardeisk (Tapiau)
- Gwardeiskoje (Mühlhausen, Kr. Preußisch Eylau)
- Jasnaja Poljana (Trakehnen)
- Kadymka (Eszerningken, 1936–1938 Escherningken,
1938–1946 Eschingen)
- Kaliningrad (Königsberg (Preußen))
- Kalinino (Mehlkehmen, 1938–1946 Birkenmühle)
- Mamonowo (Heiligenbeil)
- Marschalskoje (Gallgarben)
- Matrossowo (Gilge)
- Nekrassowo (Liska-Schaaken)
- Newskoje (Pillupönen, 1938–1946 Schloßbach)
- Nowo-Moskowskoje (Poplitten)
- Oljochowo (Grieben)
- Polessk (Labiau)
- Prawdinsk (Friedland (Ostpreußen))
- Pribaltijsk
- Sabrodino (Lesgewangminnen,
1938–1946 Lesgewangen)
- Salessje (Mehlauken, 1938–1946 Liebenfelde)
- Schtschegly (Saugwethen, 1938–1946 Saugehnen)
- Selenogradsk (Cranz)
- Slawsk (Heinrichswalde)
- Swetly (Zimmerbude)
- Talpaki (Taplacken)
- Tschernjachowsk (Insterburg)
- Tschistyje Prudy (Tollmingkehmen, 1938–1946 Tollmingen)